# (24670) 1988 VA5
(24670) 1988 VA5 est un astéroïde de la ceinture principale d'astéroïdes découvert en 1988.

## Description
(24670) 1988 VA5 a été découvert le 14 novembre 1988 à Kushiro (Japon) par Seiji Ueda et Hiroshi Kaneda.

### Caractéristiques orbitales
L'orbite de cet astéroïde est caractérisée par un demi-grand axe de 2,33 UA, un périhélie de 1,81 UA, une excentricité de 0,22 et une inclinaison de 1,94° par rapport à l'écliptique. Du fait de ces caractéristiques, à savoir un demi-grand axe compris entre 2 et 3,2 UA et un périhélie supérieur à 1,666 UA, il est classé, selon la JPL Small-Body Database, comme objet de la ceinture principale d'astéroïdes.

### Caractéristiques physiques
(24670) 1988 VA5 a une magnitude absolue (H) de 15,1 et un albédo estimé à 0,417.